# Hoskins (Oregon)
Hoskins az Amerikai Egyesült Államok északnyugati részén, Oregon állam Benton megyéjében elhelyezkedő önkormányzat nélküli település.
Nevét a Charles Hoskins hadnagyról elnevezett Hoskins erődről kapta. Itt volt a Valley and Siletz Railroad székhelye.

## Fordítás
- Ez a szócikk részben vagy egészben  a   Hoskins, Oregon című angol Wikipédia-szócikk ezen változatának fordításán alapul.  Az eredeti cikk szerkesztőit annak laptörténete sorolja fel. Ez a jelzés csupán a megfogalmazás eredetét és a szerzői jogokat jelzi, nem szolgál a cikkben szereplő információk forrásmegjelöléseként.